# Son Ametler
Son Ametler és una possessió situada al terme municipal de Palma, a la barriada del Viver. Actualment es troba totalment establida, establiment del qual nasqué el barri del Viver.
La possessió ja es documenta al Llibre del Repartiment, de 1232, i correspongué a Nunyo Sanç. Llavors s'estenia més enllà de Palma, per l'actual municipi de Marratxí. L'actual possessió marratxinera de Son Ametler, darrere del Pla de na Tesa, era part de la mateixa propietat.
Al llarg de tot el segle xv havia estat part de la família Gual. Cap a finals del segle xvi passà als Berard i Catalina Gual la rebé en herència el 1656. Per aquesta època la propietat guanyà quarterades, però el segle xviii s'anà parcel·lant en diverses propietats més petites, de manera que minvà en extensió. Els Togores, que l'havien adquirida a finals de segle, la vengueren el 1801 a Bartomeu Valentí Fortesa, de malnom moixina. Son fill Marià en feu restaurar les cases i hi construí un jardí isabelí amb una de les pèrgoles més llargues de Mallorca. A la mort de sa filla Maria Margalida, la finca es dividí en les seves tres germanes: una part, sense cases, fou per Gumersinda Valentí; una altra part fou per a Maria Ignàcia Valentí, que comprenia una part de les cases; i l'altra fou per sa germana Dorotea Valentí, que comprenia l'altra part de les cases. Però Dorotea morí sense descendència, i la seva part acabà a sa germana Gumersinda, l'herència de la qual acabà al seu net Gabriel Fuster i Mayans.
La part de Maria Ignàcia l'heretà el seu fill, qui la donà en herència al seu fill Baltasar Valentí Forteza, el qual va establir la seva part a partir de 1923. D'aquest establiment sorgí una part del nucli del Viver, que tenia abastiment d'aigua d'un safreig de les cases de Son Ametler. La finca es continuà de parcel·lar amb els anys i els anys trenta l'indià Sebastià Sabater en comprà una parcel·la per urbanitzar, a ponent del carrer Baltasar Valentí.
Feia part de la Parròquia de Sant Miquel i rebia l'aigua de la Font de la Vila per la síquia de na Cerdana.
Pel que fa a les cases, el 2002 l'Ajuntament adquirí la parcel·la en què es trobaven i les va restaurar una dotzena d'anys més tard. Es tracta d'una construcció de dos cossos rectangulars que formen una L, amb un gran portal del segle xix. Una era la casa rústica i l'altra la casa urbana. Compta amb una capella del segle xvii, que fins als anys trenta serví d'oratori públic a tota la barriada.